# Hiroku Kubikiri Yakata
Hiroku Kubikiri Yakata (秘録 首斬り館?) es un videojuego de aventuras de 1989 para la MSX2, desarrollado y distribuido por Bit². El juego solo se lanzó en Japón.
En 1990, Nagzat lanzó una versión para la PC Engine titulada Hiroku Kubikiri Yakata: Chikuden'ya Tōbē (秘録 首斬り館 〜逐電屋藤兵衛〜?)
Se anunció que se iba a portear para la NEC PC-8801, pero nunca se realizó. 
La versión para la NEC PC-9801, lanzado por Wendy Magazine en 1995, fue prohibida para menores de 18 años, y el título se cambió a Chikuden'ya Tōbē Hiroku Chijoku Osamu-kan (逐電屋藤兵衛 秘録 恥辱乃館?)
En medio del juego, hay una escena donde debes de identificar un cadáver, puedes personalizarlo como quieras bien sea contornos, ojos, nariz, boca, etc. Sin embargo, si haces una personalización errónea, el juego no progresará y se quedará estancado, y en el peor de los casos tendrás que comenzar de nuevo. 
Además de esto, hay algunas trampas que te harán regresar al principio, por ejemplo, si es que no escuchaste una conversación de principio a fin. Por otro lado el personaje principal morirá si es que hiciste una mala decisión. 

## Trama
Fujibei es un funcionario, pero pobre. Sin embargo, le llegó una solicitud para ayudarlo, pero esto desencadenará en un extraño caso. 

## Personajes
Fujibei
El protagonista. Tiene 29 años. Sabe Ninjutsu.
Basho
Basho Matsuo. Aparentemente murió por dedicarse a actividades encubiertas. Él le enseñó Ninjutsu a Fujibei.
Hyokichi
Funcionaria de la oficina del magistrado de Edo. Ella llama a Fujibei hermano mayor. Usa lentes y aparenta ser más joven.
Ruri
Una Onmyōdō.

## Versiones
| N.º | Título                                    | Fecha de lanzamiento | Plataforma  | Distribuidor | Distribuidor   | Formato  | Modelo  | Ventas | Observaciones                     |
| --- | ----------------------------------------- | -------------------- | ----------- | ------------ | -------------- | -------- | ------- | ------ | --------------------------------- |
| 1   | Chikuden'ya Fujiheiei `Kubikiri-kan' Yori | 26 de enero de 1990  | PC Engine   | Bit²         | Nagzat         | Cartucho | NX89004 | -      | -                                 |
| 2   | Chikuden'ya Tōbē Hiroku Chijoku Osamu-kan | 23 de junio de 1995  | NEC PC-9801 | Bit²         | Wendy Magazine | Disquete | -       | -      | Prohibido para menores de 18 años |